# Druk
 For alternative betydninger, se Druk (film).
 Denne artikel bør gennemlæses af en person med fagkendskab for at sikre den faglige korrekthed.

Med druk forstås almindeligvis uhæmmet indtagelse af alkohol med det formål at blive beruset i større eller mindre grad.
Forskellige kulturers og subkulturers opfattelse af beruselse medfører også forskelligt syn på druk. I Danmark er det således almindeligvis ikke socialt acceptabelt for voksne at gå på druk, mens det er et udbredt fænomen i forskellige ungdomskulturer.